# بخش گائورلا-پندرا-مرواحی
بخش گائورلا-پندرا-مرواحی (به انگلیسی: Gaurela-Pendra-Marwahi district) یک منطقهٔ مسکونی در هند است که در Bilaspur Division واقع شده‌است. بخش گائورلا-پندرا-مرواحی ۲٬۳۰۷٫۳۹ کیلومتر مربع مساحت و ۳۳۶٬۴۲۰ نفر جمعیت دارد.